# Zelometeorium patens
Zelometeorium patens é uma espécie de briófita do gênero Zelometeorium e da família Meteoriaceae.

## Taxonomia
O seguinte sinônimo já foi catalogado:  
- Hypnum patens  Hook.

## Forma de vida
É uma espécie corticícola e pendente.

## Descrição
Plantas, com filídios nítidos e bem diferenciados, pleurocárpicos , ascendente, hábito pendentes, filídios igualmente dispostos no caulídio, caulídios primários prostados, os ramos não em fascículos, não complanados, paráfila ausente, pseudoparáfila presente, não tomentosos, secção transversal com um cilindro central diferenciado, filídios dos caulídios primários e secundários similares na forma, bilateralmente simétricas, lanceolados, ondulados, disposição espiralada, base do filídio livre, não decurrente, costa única, estendendo-se até a ponta da filídios, não excurrente, sem estereídes, não lameladas, ápice agudo, não apiculado, agudo apicalmente, não hialinos, margens planas, unistratosas, denticulada, não visivelmente delimitadas, células da base do filídio mais ou menos isodiamétricas, retangular, lisas, parede das células fina, reta, não bem diferenciadas, células da região mediana do filídio alongadas, não mais do que o dobro da largura, hexagonal, lisas, parede das células fina, reta, dióico, paráfises presente entre os órgãos reprodutivos, gemas ausentes, cápsulas exsertas, orientação inclinado, assimétrica, aspecto alongadas, forma sub-cilíndrica, não comprimida na base, nem achatadas nem angulares, sem uma apófise externamente visível, superfície da cápsula estriadas e ficando regularmente sulcadas quando secas e vazias, sem um anel, caliptra pequena, glabra, simétrica, não plicada, abertura por divisão de um lado, opérculada, abertura passiva, com peristômio, duplo, opérculo cônico, seta alongada, reta, amarelada, lisa.

## Conservação
A espécie faz parte da Lista Vermelha das espécies ameaçadas do estado do Espírito Santo, no sudeste do Brasil. A lista foi publicada em 13 de junho de 2005 por intermédio do decreto estadual nº 1.499-R.

## Distribuição
A espécie é encontrada nos estados brasileiros de Espírito Santo, Minas Gerais, Mato Grosso, Rio de Janeiro e São Paulo.
A espécie é encontrada nos  domínios fitogeográficos de Cerrado e Mata Atlântica, em regiões com vegetação de mata ciliar, floresta ombrófila pluvial e mata de araucária.